# 1599 az irodalomban
Az 1599. év az irodalomban.

## Események
- Felépül a londoni Globe Színház

## Új művek

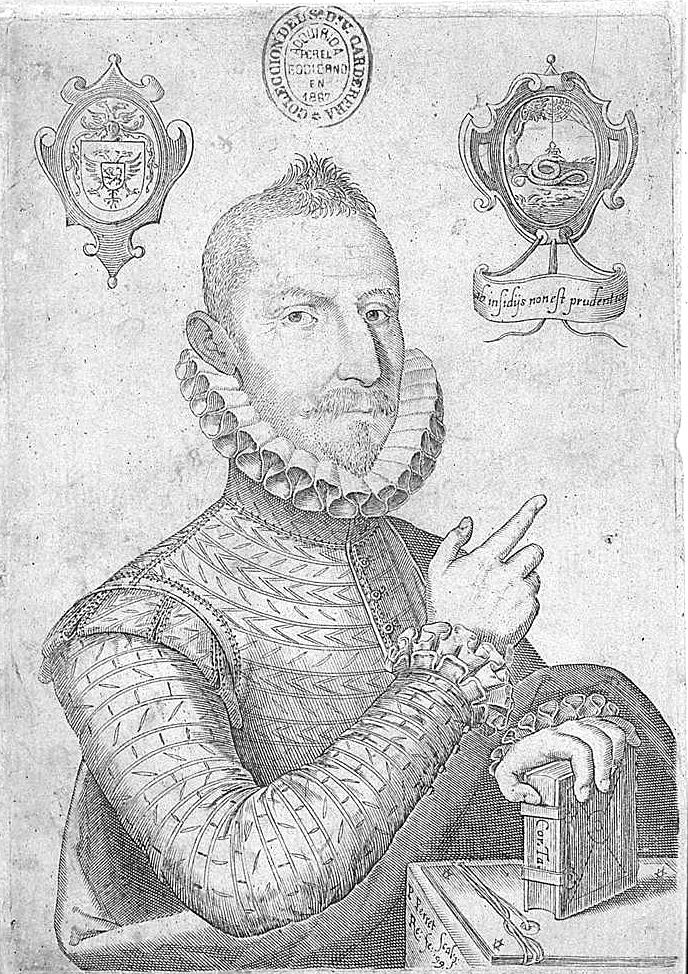
Mateo Alemán

- William Shakespeare: Julius Caesar, bemutató a Globe Színházban;
- Valószínűleg ekkor készült Shakespeare vígjátéka, az Ahogy tetszik (As You Like It), de nyomtatásban csak 1623-ban jelent meg.
- Megjelenik Mateo Alemán pikareszk regényének, a Guzmán de Alfarachenak első része (Vida y hechos del picaro Guzmán de Alfarache). A második részt 1604-ben adják ki.

## Születések
- december 29. – Gabriel Bucelin német történész, polihisztor, Benedek-rendi szerzetes († 1681)

## Halálozások
- január 13. – Edmund Spenser angol költő, A tündérkirálynő (The Faerie Queene) című eposz szerzője (* 1552 k.)
- október 18. – Daniel Adam z Veleslavína cseh író, humanista, irodalomszervező (* 1546)